# Milne Bay Province
Die Milne Bay Province (Tok Pisin: Milen Be) ist eine der 21 Provinzen von Papua-Neuguinea. Sie ist etwa 14.000 km² groß und zählt rund 210.000 Einwohner. Hauptstadt ist Alotau mit knapp 10.000 Einwohnern im Jahr 2000.
Milne Bay ist keine reine Inselprovinz; knapp die Hälfte der Provinz liegt auf dem Festland und bildet den äußersten Südostzipfel der Insel Neuguinea. Nur im äußersten Westen der infrastrukturell nicht gut erschlossenen Provinz gibt es mit den Ausläufern des Owen-Stanley-Gebirges höhere Erhebungen. Der Rest des Festlandteils besteht aus vielen Halbinseln und Buchten, unter denen die Milne Bay nur eine ist.

## Geschichte
John Moresby (nach dem der Ort Port Moresby benannt wurde) nannte ursprünglich nur die Südostspitze der Insel Cape Milne, als er sie 1873 umsegelte, nach dem damals dienstältesten britischen Marinechef Sir Alexander Milne, First Baronet of Inveresk (1806–1896). Die Bucht dahinter benannte er Discovery Bay, sie wurde aber schließlich in Milne-Bucht, englisch Milne Bay, umbenannt. 
In der Zeit vom 26. August 1942 bis 6. September 1942 wurden in Milne Bay durch australische Verbände die Landungstruppen des japanischen Kaiserreichs als Teil der Schlacht um Neuguinea in der Schlacht um die Milne-Bucht zurückgeschlagen. Dies war der erste Schritt auf dem Wege zur Rückeroberung großer Teile Neuguineas durch die Alliierten, die sich bis in den September 1945 hinzog.

## Distrikte und LLGs
Die Provinz Milne Bay ist vier in Distrikte unterteilt. Jeder Distrikt besteht aus einem oder mehreren „Gebieten auf lokaler  Verwaltungsebene“, Local Level Government (LLG) Areas, die in Rural (ländliche) oder Urban (städtische) LLGs unterschieden werden.
| Distrikt                     | Verwaltungszentrum | Bezeichnung der LLG-Gebiete |
| ---------------------------- | ------------------ | --------------------------- |
| Alotau Distrikt              | Alotau             | Alotau Urban                |
| Alotau Distrikt              | Alotau             | Daga Rural                  |
| Alotau Distrikt              | Alotau             | Huhu Rural                  |
| Alotau Distrikt              | Alotau             | Makamaka Rural              |
| Alotau Distrikt              | Alotau             | Maramatana Rural            |
| Alotau Distrikt              | Alotau             | Suau Rural                  |
| Alotau Distrikt              | Alotau             | Weraura Rural               |
| Esa'ala Distrikt             | Esa'ala            | Dobu Rural                  |
| Esa'ala Distrikt             | Esa'ala            | Duau Rural                  |
| Esa'ala Distrikt             | Esa'ala            | West Ferguson               |
| Kiriwini-Goodenough Distrikt | Kiriwina           | Goodenough Island Rural     |
| Kiriwini-Goodenough Distrikt | Kiriwina           | Kiriwini Rural              |
| Samarai-Murua Distrikt       | Murua              | Bwanabwana Rural            |
| Samarai-Murua Distrikt       | Murua              | Louisade Rural              |
| Samarai-Murua Distrikt       | Murua              | Murua Rural                 |
| Samarai-Murua Distrikt       | Murua              | Yaleyamba Rural             |

## Inseln und Archipele
Interessanter als das Festland und die relativ neue und als reizlos geltende Hauptstadt Alotau sind die Inseln der Provinz. Dem Festland recht nahe liegen die D’Entrecasteaux-Inseln mit den Hauptinseln Moratau/Fergusson (1345 km²), Duau/Normanby (1036 km²) und Nidula/Goodenough. 
Weiter entfernt am nördlichen Ende des im Ozean liegenden Territoriums liegen die Kiriwina-Inseln/Trobriand-Inseln, die vor allem durch die Berichte des Anthropologen Bronisław Malinowski bekannt geworden sind. Die Hauptinsel ist Kiriwina.
Weitere wichtige Inseln sind Muyua (Woodlark) im Nordosten und der Louisiade-Archipel im äußersten Südosten mit der Hauptinsel Tagula (802 km²). Ferner gibt es einige kleinere Inseln und Inselgruppen.

## Religion
Auf katholischer Seite ist für die Provinz das Bistum Alotau-Sideia zuständig.

## Kula
Die Bewohner der Inseln vor Milne Bay stehen teilweise den polynesischen Völkern der Südsee nahe, wie etwa bei den Trobriandern. Noch vor kurzem gab es unter den vielen und teils weit voneinander entfernten Inseln ein nichtkommerzielles Tauschritual namens Kula. Bei diesem Ringtausch, bei dem immer nur die nächsten Tauschpartner bekannt waren, ging es um die Pflege gutnachbarlicher Beziehungen. Keiner der Stämme versuchte sich bei dem Ritual, das lebenslange Freundschaften zwischen den Bewohnern verschiedener Inseln stiften sollte, zu bereichern. Getauscht wurden in die eine Richtung rote Muschelgeld-Halsketten, in die andere wertvolle Armbänder. Die Tradition des Kula-Rings schuf in den sehr unterschiedlichen Stämmen der Milne-Bay-Inseln viele kulturelle Gemeinsamkeiten.